# Manoir de Plounérin
Le manoir de Plounérin, dit aussi manoir de Keraëz,  est situé à Plounérin en France.

## Localisation
Le manoir est situé sur le territoire de la commune de Plounérin, rue de l'Église, dans le département des Côtes-d'Armor, dans la région Bretagne.

## Historique
Le manoir date du XVIIe siècle, il est inscrit partiellement au titre des monuments historiques par arrêté du 31 mars 1926.

## Protection
Éléments protégés : le portail, le pignon et l'échauguette.